# Дубоссары
Дубосса́ры (рум. Dubăsari; молд. Дубэсарь, укр. Дубоссари) — город на левом берегу реки Днестр. В 2015 году было присвоено почётное звание Приднестровской Молдавской Республики «Город воинской славы».

## Географическое месторасположение
Согласно территориальному делению непризнанной Приднестровской Молдавской Республики, фактически контролирующей населённый пункт, является административным центром Дубоссарского района ПМР.
Согласно административно-территориальному делению Республики Молдова входит в состав административно-территориальных единиц левобережья Днестра.
Территория города значительно протяжённая, но при этом не обладает сверхвысокой плотностью населения, ввиду превалирования частного сектора в жилищной застройке города, в особенности на окраинах, где её доля приближается к 100 %:
- С Севера на Юг, на 20—22 км, вдоль реки Днестр от примыкающего к городу села Кочиеры с ул. Набережная, северной части ул. Ленина, ул. Котовского, ул. Свердлова, ул. Пугачёва до южных окраин Павловки и автотрассы Кишинёв — Волгоград, включая посёлок Геолог в мкр. Лунга в районе моста через Днестр.
- С Запада на Восток на 10—12 км, вдоль малоиспользуемой ныне старой дороги немецких колонистов от Голерканского брода, существовавшего до строительства ГЭС — Глиное (Гликталь)[8] от ул. Кирова, ул. Дзержинского, южную часть ул. Ленина, ул. Фонтанной, ул. Будённого) и от западных окраин мкр. Магала и Дубоссарской ГЭС на реке Днестр до восточных окраин микрорайона Байраки на Большом Фонтане, к полям, примыкающим к урочищу Тамашлык (долина Марии)[9].

Расстояния от центра г. Дубоссары до пригородных сёл Дубоссарского района ПМР, находящихся в подчинении Дубоссарского горсовета:
- на север[11][12]: с. Роги — 10 км (или 5 км от окраины г. Дубоссары), с. Гояны — 12 км (или 9 км от окраины г. Дубоссары), с. Ягорлык — 13 км (или 10 км от окраины г. Дубоссары);
- на восток[13]: с. Афанасьевка — 11 км (или 8 км от окраины г. Дубоссары), с. Калиновка — 12 км (или 7 км от окраины г. Дубоссары), с.Красный Виноградарь — 15 км (или 10 км от окраины г. Дубоссары);
- на юг[14]: с. Дзержинское — 7 км (примыкает к г. Дубоссары), с. Новая Лунга — 14 км (или 8 км от окраины г. Дубоссары), спорное с Молдовой с. Дороцкое — 14 км (или 7 км от окраины г. Дубоссары).

Молдова оспаривает принадлежность отдельных микрорайонов г. Дубоссары.

## Неформальная районная структура города Дубоссары
Из-за своей большой протяжённости с севера на юг, город неофициально разделён на 5 различных по этническому составу населения городских районов, которые в разное время празднуют свои храмовые праздники (день основания православной церкви в этом месте):
- «Город» (центральный район) (с основным русским населением и русскоязычным молдавским населением),
- Магала (с основным молдавским и украинским населением), 21 ноября
- Большой Фонтан (с основным двуязычным русско-украинским населением, но с отдельными украиноговорящими микрорайонами), 28 октября
- Коржево (с основным молдавским населением, но с отдельными русскоговорящими и украиноговорящими микрорайонами, а также немалым количеством румыноязычных жителей). 28 августа.
- Лунга (со смешанным молдавско-русским населением, но с отдельными молдавско- и русскоязычными микрорайонами). 14 октября.

### «Город» (центральный район)
Центральная часть г. Дубоссары состоит из двух условных городских районов, границы между которыми чётко не установлены (как и границы между остальными четырьмя городскими районами: Магала, Коржево, Большой Фонтан, Лунга,).
Местные жители выделяют в центральной части «Города» два внутренних района, см. интерактивную карту г. Дубоссары, ПМР:
- Старый город, застроенный преимущественно частным сектором (в 1941—1944 годах был дубоссарским еврейским гетто[17]). Исторически состоит из городских кварталов на месте бывшего турецкого крупного города Томбасар (Дубоссары), просуществовавшего до 1788 года (от него остались ныне лишь «турецкие подвалы»[18]). В 1792 году по указу императрицы Екатерины II на его месте были основаны Новые Дубоссары и началось возведение русской крепости в примыкающей к Днестру части города с пересечённым рельефом.

В 1795 году крепость получила название Днестровской, а город Новые Дубоссары был переименован в Днестровск в 1796 году, но уже после заключения Бухарестского мира 1812 года граница ушла далеко на запад. Днестровская крепость стала не нужной, а городу вернули прежнее историческое название. 
 Главная площадь — площадь Победы. Главные улицы: ул. Дзержинского (до 1924 г. ул. Балтская), ул. Котовского (до 1924 г. ул. Цыганская), западная часть ул. Ленина (до 1924 г. две улицы: ул. Русская и ул. Почтовая, расходящиеся от современной пл. Защитников), северная часть ул. Свердлова (до 1924 г. ул. Новогреческая), западная часть ул. Карла Маркса (до 1924 г. ул. Греческая), ул. Якира (до 1924 г. ул. Еврейская), южная часть ул. 25 Октября (до 1924 г. ул. Днестровская), ул. Ворошилова (до 1924 г. ул. Базарная), южная часть ул. Кирова (до 1924 г. ул. Старобазарная) и другие. 

В годы фактической независимости Приднестровской Молдавской Республики центр города незначительно сместился (примерно на 0,5-1 км севернее) на границу с пятиэтажными кварталами бывшего посёлка энергетиков городского района Магала и располагается между двумя площадями города, двумя супермаркетами «Шериф», а также торговыми домами нескольких приднестровских фирм (Хайтек, двумя от Евростиль-Вавилон, ВИП, Пирамида), отделениями всех приднестровских банков, крытым продуктовым рынком и кварталами магазинов, искусственным озером посередине города.
- Новый промышленный район (называвшийся до вхождения в состав города в 1912 году Хутор Склифосовского в честь его знаменитого уроженца). Ранее именовался 2-м Карантинным Хутором[20]. Застроен преимущественно частным сектором вперемешку с пятиэтажными зданиями и многоэтажными производственными корпусами остановившихся предприятий и действующих приднестровских учреждений социальной инфраструктуры и сферы обслуживания. Главные улицы: ул. Фрунзе, восточная часть ул. Ленина, ул. Космодемьянской, ул. Гагарина, ул. Титова, ул. Николаева, восточная часть ул. Космонавтов, ул. Ткаченко, ул. Лермонтова, ул. Автомобилистов, восточная часть ул. Карла Маркса, ул. Калинина, ул. Шевченко, ул. Чернышевского, ул. Красина, ул. Жуковского и другие.

### Городской район Магала
Магала (рум. Mahala, Махала) — так называемое «село», в центральной части г. Дубоссары, ПМР, с 1924 г. в составе пгт Дубоссары; считается Молдовой отдельным селом в Дубэсарском районе Республики Молдовы. Наряду с «селом» Коржова входит в состав так называемой «коммуны» Коржова.
В состав микрорайона Магала также входят более мелкие микрорайоны с различным этническим составом и разных веков постройки: Нижняя Магала, Малый Фонтан, Старый город.

### Городской район Лунга
Указом от 23 марта 1987 года с. Лунга стало микрорайоном г. Дубоссары, однако в 1991 г. Молдова село восстановила в связи с созданием самопровозглашённой Приднестровской Молдавской Республики, но претензий на него не предъявляла. 10 июля 2009 года в связи с фактическим слиянием с. Лунга с г. Дубоссары Президент ПМР постановил вновь считать с. Лунга микрорайоном г. Дубоссары. Молдова объединения не признаёт.
В состав микрорайона Лунга также входят более мелкие микрорайоны с различным этническим составом и разных веков постройки: Лунга (центральная часть), Южный, Геологоразведка, Павловка.

### Городской район Коржево
Коржево (рум. Corjova, Коржова) — в северной части г. Дубоссары, ПМР, с 1951 г. в составе пгт Дубоссары; считается Молдовой отдельным селом в Дубэсарском районе Республики Молдовы. Наряду с Магала входит в состав коммуны Коржова.
В состав микрорайона Коржево также входят более мелкие микрорайоны с различным этническим составом и разных веков постройки: Коржево (центральная часть), Второй участок, Солнечный Берег (который является частью затопленного с. Крецесты во время строительства Дубоссарской ГЭС в 50-х годах).

## История

### Этимология
По основной версии, название города произошло от названия лодок-«дубасов», изготовляемых из цельного ствола дерева.
Существует тюркская версия происхождения топонима, по которой название Дубоссары произошло от татарского (ногайского) слова «Тембосары» или «Дембосары», что означает «Жёлтые холмы».

### Палеолит
В городской черте г. Дубоссары обнаружены памятники каменного века, в том числе древнейшая в восточной Европе стоянка первобытного человека в микрорайоне Байраки (олдувайская культура) (часть обширного микрорайона Большой Фонтан на востоке г. Дубоссары). Найдены стоянки раннего палеолита, характерные для жизнедеятельности первобытного человека олдувайского типа на стоянках Байраки-2 (возраст не менее 1 миллион лет), Байраки-1 (возраст в 700—750 тысяч лет).
В пригородных сёлах г. Дубоссары также обнаружены памятники каменного века.
Возле с. Дороцкое обнаружена стоянка первобытного человека Дороцкое, относящаяся к раннему палеолиту (возраст в 500—450 тысяч лет). Рядом с ним находится стоянка позднего палеолита Дороцкое на краю поселения гальштатской культуры. Возле пригородного с. Новая Лунга обнаружена палеолитическая стоянка типа кратковременных охотничьих лагерей, относящаяся к рубежам раннего палеолита и среднего палеолита. Внутри пригородного села Гояны и на его окраине: палеолитические стоянки Гояны-1 и Гояны-2, относящиеся к рубежам среднего палеолита и позднего палеолита.

### Эпоха меди и эпоха бронзы

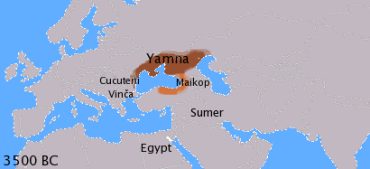
Майкопская культура в Крыму, на Северном Кавказе, нижних Подунавье-Приднестровье, Приднепровье-Придонье, Поволжье — вероятное место открытия получения бронзы.

В городской черте г. Дубоссары исследован курган со множеством захоронений (микрорайон Большой Фонтан) эпох ранней бронзы и поздней бронзы. Также исследованы на окраинах г. Дубоссары в пригородных сёлах около полусотни курганов и погребений, относящихся к ямной культуре, культуре многоваликовой керамики, сабатиновской культуре, катакомбной культуре, белозерской культуре (в том числе между пригородными сёлами Дзержинское и Дороцкое исследованы курганы с хорошо сохранившимся погребением и утварью белозерской культуры; возле микрорайона города Большой Фонтан, пригородного села Роги, пригородного села Калиновка исследованы курганы эпохи средней и поздней бронзы и т. д.).

### Первые поселения
Во всех пригородных сёлах г. Дубоссары исследованы более двух десятков скифских курганов сколотов (скифов-алазонов, скифов-кочевников и царских скифов), в том числе захоронение предводителя одного из скифских племён IV в. до н. э. у с.Новая Лунга с золотой гривной-обручем и множеством древнегреческой домашней утвари, богатое серебряное убранство коней, женские захоронения с телами рабынь, небрежно брошенным к ногам хозяйки, отдельные скифские захоронения в городской черте.
«Анализ археологической ситуации по состоянию на начало XXI века подтверждает высокую концентрацию курганов, могильников и поселений вокруг Дубоссар – прямое свидетельство наличия древнего и всем хорошо известного брода 
 У с.Дороцкое найдены античные монеты городов Тира и Истрия середины IV века до н. э.
Поселения смешанного кельто-фракийского и скифо-фракийского Гальштата исследованы у сёл Гояны и Дороцкое, внутри села Гояны.
В микрорайоне Лунга исследованы памятники Трипольской культуры. Поселения времён Черняховской культуры: между микрорайонами Большой Фонтан и Лунга (III—IV века), у села Дороцкое, внутри села Гояны, а также в других сёлах Дубоссарского района. В пригородном с. Дзержинское исследовано Черняховское погребение.
Сарматский период представлен полусотней курганов и отдельных захоронений вокруг г. Дубоссары.

### Средневековье
В городе исследованы памятники раннего Средневековья. В пригородном селе Роги в 5 км от северной окраины микрорайона Коржево известен древний скальный Роговской скит отшельника.

Карта Молдавского княжества и приграничных земель времён правления Стефана Великого (1457—1504) с указанием крепости Дубэшарь на месте современного г. Дубоссары. Основана на данных Молдавского Государственного Университета: планшет 2007 года АН Молдовы

Предположительно, рядом с современным г. Дубоссары находилась печенежское поселение с переправой через Днестр (отвоёванное у тиверцев) — «Сака-катай» (крепость на сваях) напротив тиверского городища Машкауцы. С XI века печенеги смешиваются с торками, а с XII века переходят под протекторат половцев; последние теряют свою самостоятельность под натиском монголо-татар в XIII веке.
«Первые упоминания о Дубоссарах относятся к периоду монголо-татарского нашествия (1260—1360 гг.). Город основан в XIV в. как „столица“ одной из ханских провинций (И. Ефодиев, В. Кочергин, И. Анцупов)». В XIV—XV веках город Дубоссары был спорным между Великим княжеством Литовским и Польшей на границе с Молдавским княжеством.
С 1484 года (поход Менгли-Герея) г. Дубоссары оказался в составе владений Крымских татар Золотой орды и получил второе название Томбасар.

### Польско-турецкие войны XIV—XVIII веков
Затем город был окончательно захвачен турками и татарами, в ходе Польско-турецкой войны (1485—1503) продвинувшись до реки Ягорлык. В ходе противостояния Турции и Крымского ханства (в том числе обосновавшихся в современных Дубоссарах) против Польской Короны и Великого Княжества Литовского (в том числе обосновавшихся в районе современного села Ягорлык), ставших небольшими сражениями и сожжением окрестных приграничных крепостей и сёл в ходе пяти польско-турецких войн 1620—1699 годов: город Дубоссары и сопредельная крепость Ягорлык (Кайнарда), начиная с 1538 г. подвергался неоднократным набегам в ходе польско-турецких войн то турок, то поляков (и запорожских казаков, формально находившихся под властью Польши). Исследованы остатки славяно-молдавских поселений XVI—XVIII веков в сёлах Дороцкое и Дзержинское.

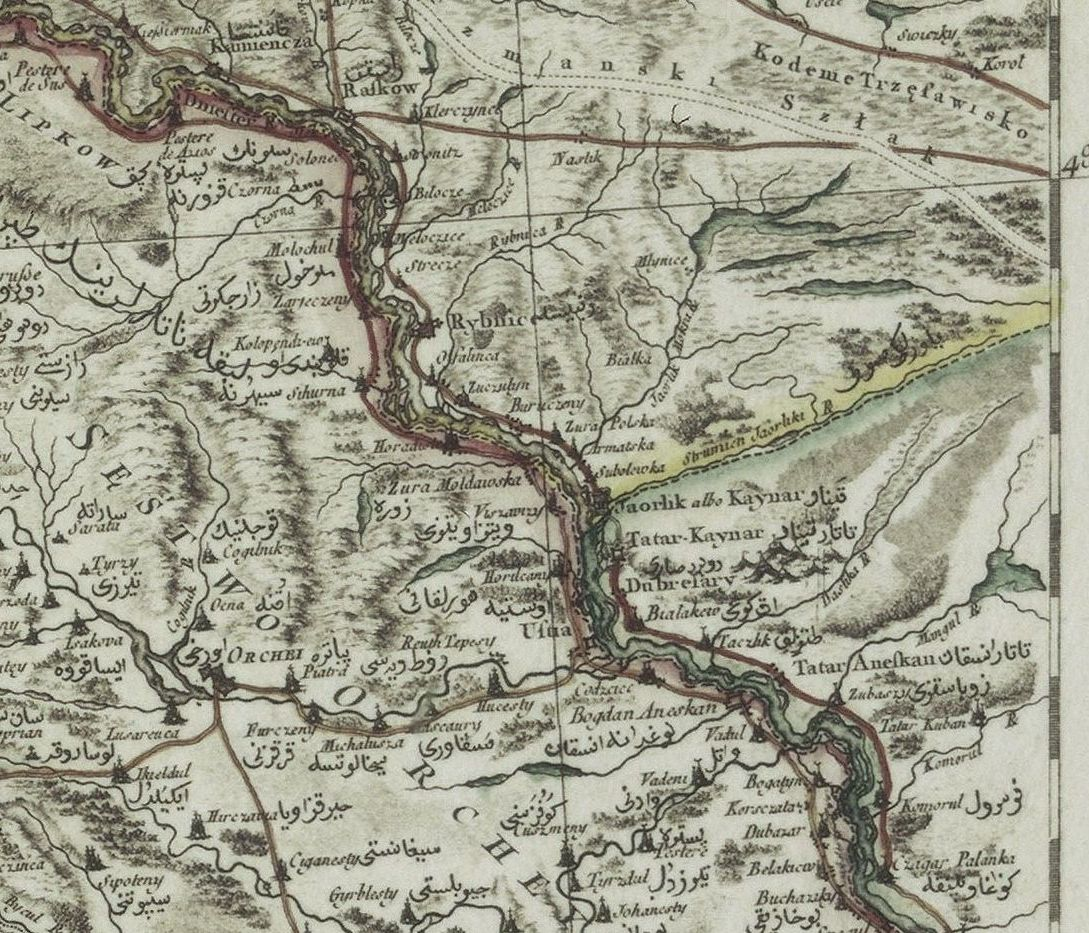
Фрагмент Карты Польши Рицци-Заннони 1667 года издания

В 1650 г. Дубоссары упоминается как город — центр административного управления Дубоссарским каймаканством.
В 1667 г. на карте Польши (выпущена в Лондоне) обозначены:
1) город-крепость Татар-Анефкан, сожжённая в 1768 году на месте центра нынешнего города Дубоссары;
2) на месте микрорайонов нынешнего города Дубоссары: с. Белакев — (совр. Коржево), с. Ташлык (совр. Магала), с. Зубачи (совр. Лунга);
на месте нынешних пригородных сёл обозначены:
3) город-крепость Яорлик (Кайнарда) в устье реки Ягорлык (остатки, возродившиеся в 1769 году после сожжения 1737 года, затоплены водами Ягорлыцкого залива Дубоссарского водохранилища у нынешнего села Ягорлык возле старого русла Днестра),
4) город-крепость Татар-Кайнар (видимо, его сожжённые в 1758 году остатки также затоплены водами Дубоссарского водохранилища у нынешнего села Роги возле старого русла Днестра);
5) город Дубрелары (видимо, его сожжённые в 1769 остатки также затоплены водами Дубоссарского водохранилища у нынешнего села Кочиеры возле старого русла Днестра);
6) село Татар-Кубан (у современной Новой Лунги), село Коморул (у нынешнего села Дороцкое).

### Русско-турецкие войны XVIII—XIX веков

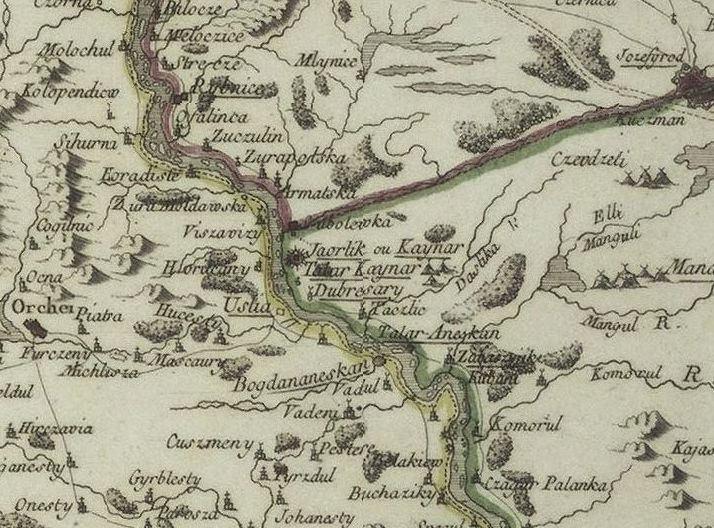
Фрагмент Карты Польши ле Ружа 1770 года издания

В XVIII в. Земли Очаковской земли (Ханская Украина) были подчинены дубоссарскому каймакаму — представителю крымского хана в Едисане. На карте 1770 года Дубрелары названы уже Дубресары, а Яорлик (Кайнарда) — Ягорлык (Орлик) указан на 1—2 км южнее на месте нынешнего Гоянского заливом Дубоссарского водохранилища в устье реки Сухой Ягорлык) (у нынешнего села Гояны).
Город Дубоссары (Томбасар) (Татар-Кайнар и Татар-Анефкан) дважды сжигался дотла вместе с окрестными сёлами украинскими гайдамаками в 1758 и 1768 гг.(во времена гайдамацких восстаний 1734—1768 годов (в том числе в период колиивщины, когда между гг. Умань, Балта, Дубоссары действовали отряды Василия Шило — сподвижника Максима Железняка, преследовавшие до Днестра отряды польских конфедератов).
сожгли Дубоссары, двигавшиеся к Польским границам (в числе до двадцати тысяч, со своими кибитками жёнами, детьми) самое местечко Дубоссар и не малые три села (предместья) разорили, и у тамо живущих людей-волохов (молдаван), турков — все заграбили; а людей, которые противились были до смерти.* Эта же орда разорила Валахию, Молдавию, Бессарабию, уведя с собою «Ясыря» до 10000 душ.
Спустя десять лет, в разгар гайдаматчины Василий Шило, столкнувшись в Балте с польскими конфедератами, преследовал их, решивших укрыться под защитою Дубоссарского каймакама. Козаки дошли до другой ханской вотчины, Дубоссар, потребовали от управляющего выдачи конфедератов, и, не получив удовлетворения, гайдамаки погромили Дубоссары и, в заключение, подожгли местечко, причём погибло до 1800 татар, молдаван, турок (1768)
Это стало одним из поводом для начала Османской империей Русско-турецкой войны 1768—1774 годов. В её ходе в 1769 г. (через год после сожжения гайдамаками) остатки столицы Ханской Украины г. Дубоссары (Томбасар)(Дубресары) вместе с окрестными селениями на 5 вёрст сжёг российский военачальник С. Г. Зорич.
В 1702—1777 гг. по турецким, молдавским и русским документам Томбасар (Дубоссары) известны как центр Дубоссарской провинции и имеет двойное название (турецкое — Томбасар; славяно-молдавское — Дубоссары). Дубоссарский каймакан этой эпохи подчинён был и Бендерскому паше (туркам), и ханскому воеводе в Каушанах (крымским татарам). В Запорожских бумагах дубоссарский каймакан Шпак (местный турецкоподанный армянин) пишется «гатманом Тембоссарский» в 1785 г., как приёмник власти от прежнего каймакана Якуба (липка ногайца Якова Рудзиевича, именовавшего себя затем «воєводой мукатаа Томбасар»).
"Весьма заметным конфидентом в Крыму был Якуб-ага, состоявший при хане Гирее переводчиком. Для русской военной разведки он был завербован консулом в Бахчисарае майором А.Никифоровым. В 1765 г. Якуб был назначен дубосарским гетманом. Получив это известие, он вышел на связь и подтвердил своё желание продолжать сотрудничество. В 1767 г. Якуб оставил Дубосары и вновь вернулся на должность "главного переводчика и экспедитора иностранных дел". Ценность его информации на этом посту ещё более возросла"
 К окончанию русско-турецкой войны 1787—1791 годов город и его округа была практически разорена, и представлял жалкое зрелище из считанных уцелевших домов.

### Дубоссары в составе Российской Империи
В 1770 году Едисан принимает российское подданство, но в 1774 г. переходит в подданство Крымского ханства по условиям Кючук-Кайнарджийского мира с Турцией.

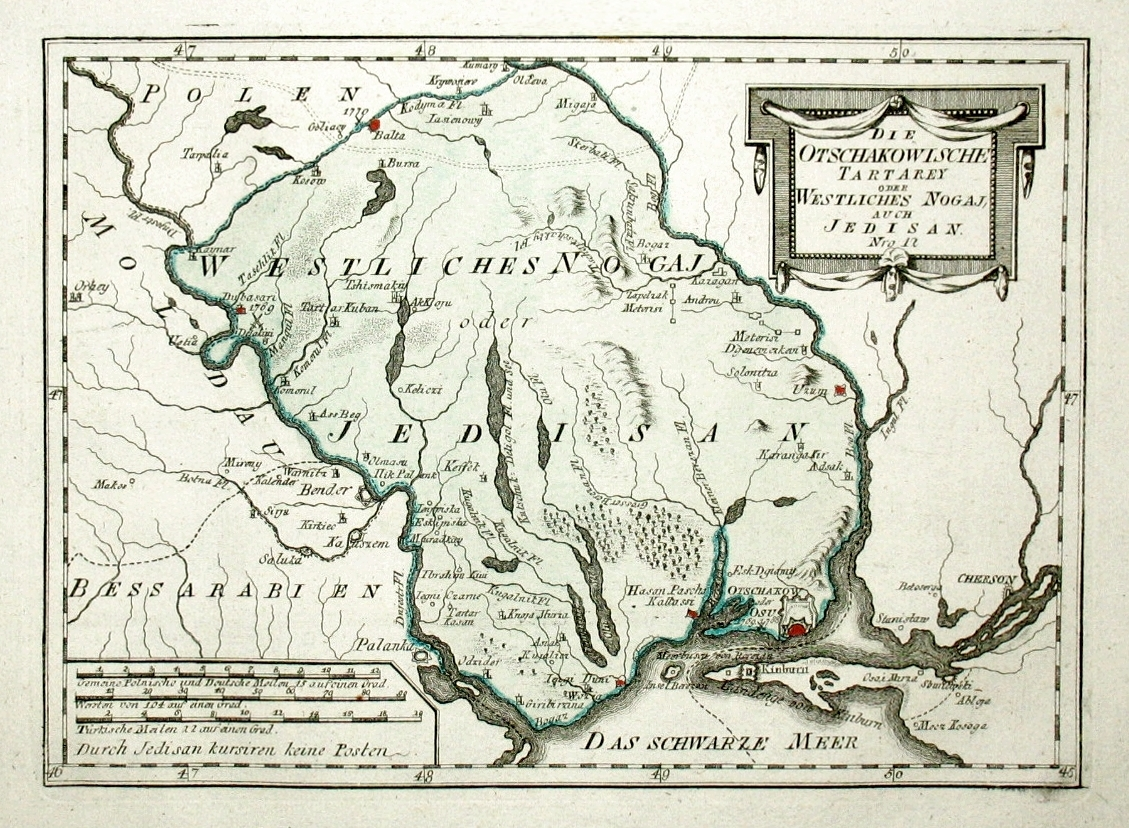
Карта, изданная в Вене между 1774—1791 годами с обозначением битвы у г. Дубоссары в 1769 г.

В ходе двух русско-турецких войн 1768—1791 гг. неоднократно г. Дубоссары делали военными ставками М. Ф. Каменский, П. И. Панин, А. В. Суворов; затем в г. Дубоссары (Томбасар) находились штаб-квартиры российских военачальников: Г. А. Потёмкина, затем М. В. Каховского (последний безрезультатно просил Екатерину II оставить г. Дубоссары центром вновь создаваемой российской губернии).
Черноморское казачье войско было создано Россией в 1787 году из частей Войска верных запорожцев, основу которого составляли прежние запорожские казаки. Для войска отводилась территория между Южным Бугом и Днестром до реки Сухой Ягорлык, в том числе и территория современного г. Дубоссары, находившейся в подчинении центра черноморского казачества России — нынешний город Слободзея.
С марта 1790 г. от Дубоссар до Ягорлыка действовали казачьи разъезды, которые охраняли границу с Польшей до начала русско-польской войны 1792 года, после окончания которой Черноморское казачье войско войско было переселено на Кубань. В состав Российской империи остатки города Томбасар (судя по всему: объединённые Татар-Анефкан, Дублералы, Татар-Кайнар) вошли в 1791 году и начала строиться Днестровская крепость в южной части разрушенного города, положившая в 1792 году началу российского г.Новые Дубоссары на границе с турецкой Бессарабией и в двух верстах от границы с Польшей, продвинувшейся чуть южнее реки Сухой Ягорлык. По Величайшему Указу № 25 Императрицы Екатерины II от 16 мая 1792 г. в Новых Дубоссарах была открыта первая во вновь присоединённом крае типография, для чего в Дубоссары переехал известного книжник и гравёр протопоп Михаил Стрельбицкий.

Новоприобретённая область от Порты Отоманской, присоединённая к Екатеринославскому наместничеству (с обозначением города Новые Дубоссары)

В 1793 г. у г. Дубоссары последовал единственный за всю историю войн речной обмен пленных послов России и Турции (на плотах на реке Днестр), непосредственным организатором и участником которого был М. И. Кутузов.
В 1795 году Дубоссары получили статус города Российской империи с названием Новые Дубоссары, где начали строить Днестровскую крепость (просуществовала до 1812 года). В 1796—1812 город назывался Днестровск, но после разбора крепости стал заштатным городом и в 1812—1858 снова назывался Новые Дубоссары. В 1826 в городе скрывался от полиции в декабрист И. И. Сухинов.
Перепись населения по годам: 1800—2014 душ, 1816 — 3230 душ, 1833 г. — 3958 душ, 1850 г. — 4922 душ, 1869 — 6101 душ, 1906 — 11396 душ. Регулярно вспыхивали эпидемии холеры, тифа, чумы; отсюда происходила высокая смертность (из 178 родившихся — 100 умирали в возрасте до 1 года). С 1858 город известен под своим исходным названием Дубоссары.
По переписи населения 1910 года Дубоссары представляли собой «заштатный городок» Тираспольского уезда Херсонской губернии. На тот момент в городе было: 1427 строений, из них 1037 каменных и полукаменных, крытых железом — 175, черепицей — 100, соломой — 617, шинцелью — 535. Одно строение приходится на 8 жителей. Улиц и переулков — 80, на одной улице имеются тротуары, имелось две площади. В городе 10 постоялых дворов, 2 трактира, 7 пивных и винных ларьков, 8 извозчиков. Больниц — 2 на 37 коек, аптек — 10 и 3 аптечных магазина, 3 врача (мужчин), 5 фельдшеров, 2 дантиста, 2 оспопрививателя, 4 акушерки и повивальные бабки. На одно больничное место приходится 308 жителей, на одну аптеку — 1139 жителей, на одного врача — 3793 жителя.
Ленский расстрел 1912 г. унёс жизнь дубоссарца А. П. Гончаренко, работавшего на золотых приисках в Якутии. В 1912 году основан в городе пункт по сушке и тюковке табака, преобразованный позднее в табачно-ферментационный завод. В городе до 1917 года действовало 5 церквей, 5 начальных школ (15 учителей, из них женщин — 5, учащихся — 652), библиотека, типография.

### Дубоссары в годы гражданской войны

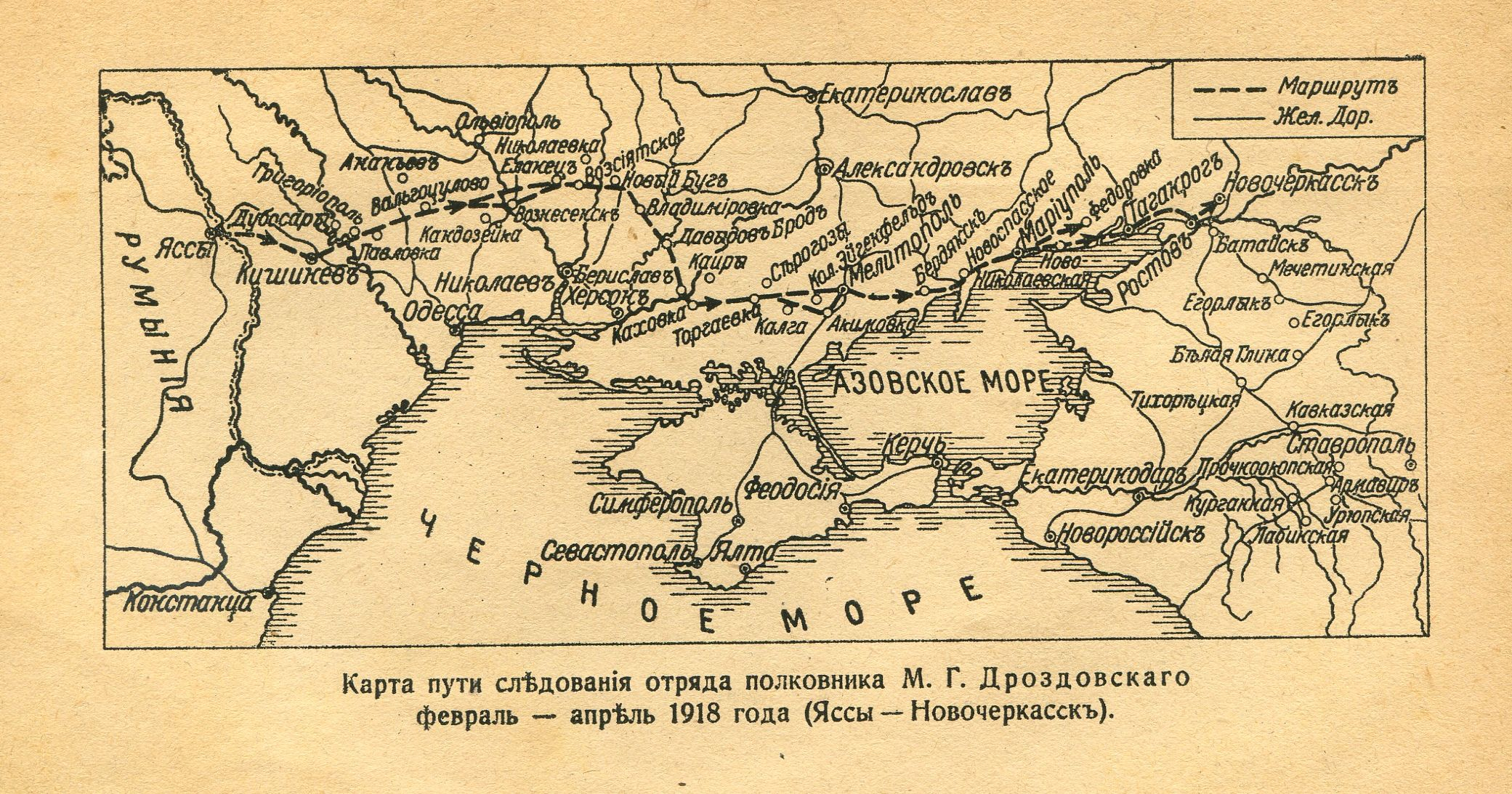
В 1918 году через Дубоссары проходил Дроздовский поход

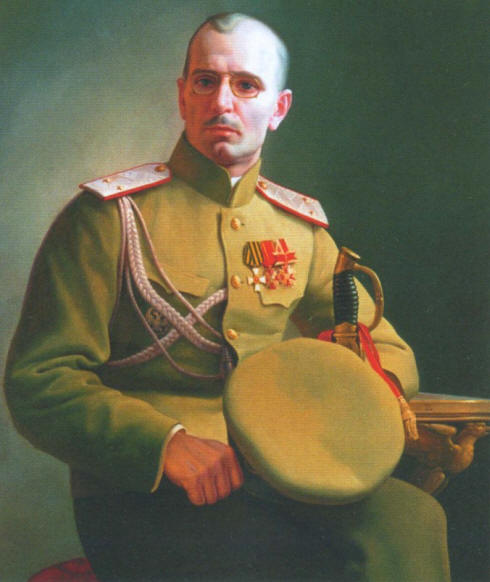
Полковник Михаил Дроздовский

В 1917 году население города приветствовало свержение царя и февральскую революцию. В августе этого же года был создан Совет рабочих, крестьянских и солдатских депутатов, образован профсоюз рабочих-табачников. В конце года установлена Советская власть, возникли отряды еврейской самообороны. Весной 1918 г. через г. Дубоссары проходил Поход дроздовцев Яссы — Дон, где в Дубоссарах ходе 5-10 марта 1918 года (по старому стилю) путём пополнения добровольцами со всей Бессарабии, Херсонской и Подольской губерний, была сформирована знаменитая белогвардейская бригада Дроздовского. В 1918—1920 г. в окрестностях г. Дубоссары действовал отряд Котовского. Зимой 1920 через Дубоссары проходил Бредовский поход отступавшей белой армии из-под Одессы (вдоль Днестра в занятую Польшей Западную Украину).

### Дубоссары в годы первых пятилеток СССР

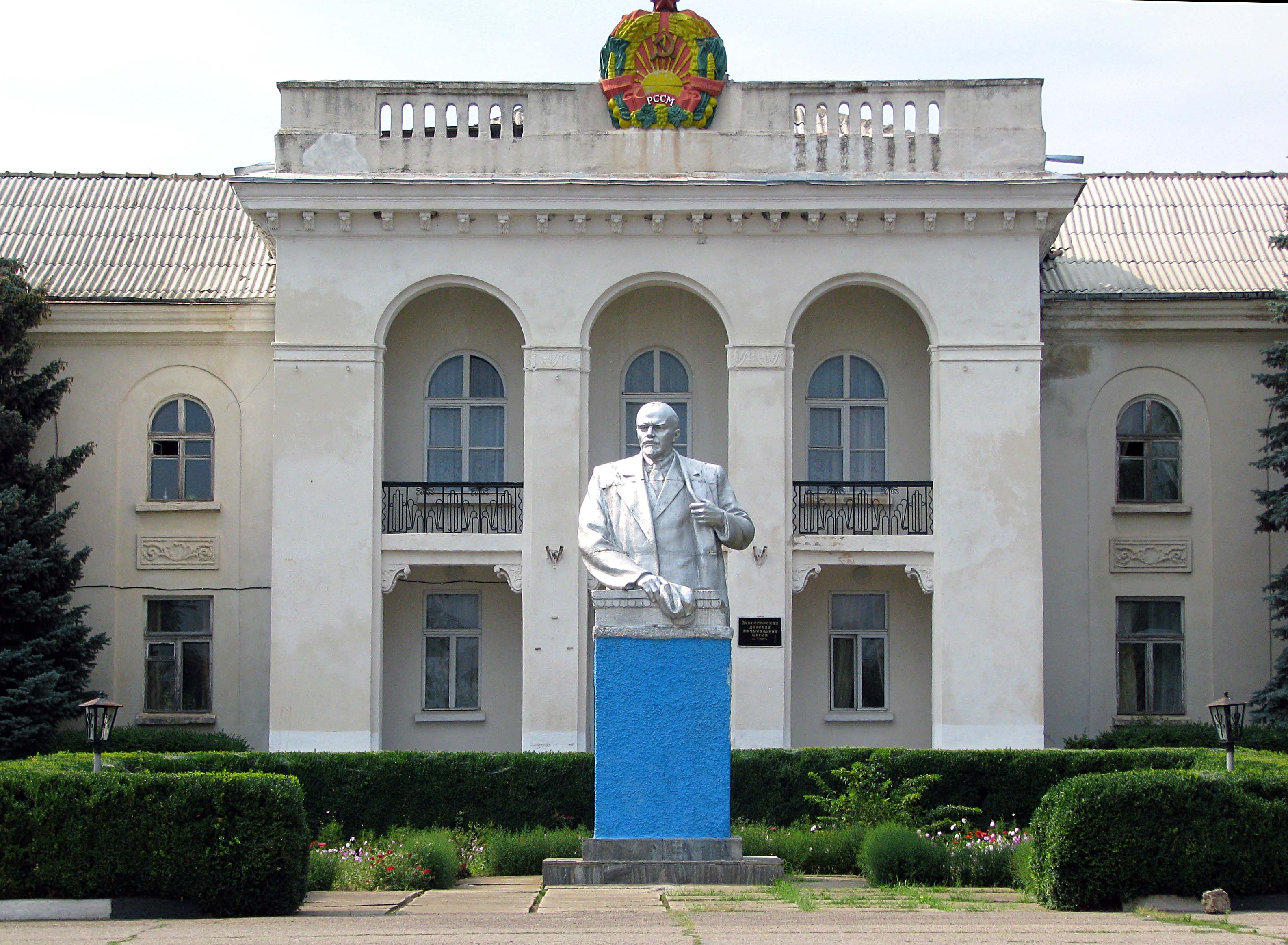
Памятник Ленину в Дубоссарах

С 1920 г. Дубоссары лишены статус города и преобразован в село, так как основной вид трудовой деятельности населения был торговля, непроизводственная сфера, сельское хозяйство. В 20-30-х годах начинается индустриализация Дубоссар (появляются промышленная кузня, промышленная хлебопекарня и т. д.). В 1938 году в городе действовали 4 завода, 7 промартелей, маслобойка, мельница и электростанция. В 1924 году в ходе объединения сёл Дубоссары и Магала был образован рабочий посёлок Дубоссары, районный центр Дубоссарского района Молдавской АССР.
В 30-е годы посёлок Дубоссары преобразован в ЗАТО. Были созданы многочисленными погранзаставы в посёлке и сёлах района, в том числе и с резервными погранзаставами в 25-километровой зоне вглубь от Днестра.
Через Дубоссары проходила пограничная фортификационная линия глубиной в 5-8 км.
Также в начале 30-х годов, силами репрессированных и комсомольской молодёжи, была построена узкоколейная железная дорога от г. Тирасполь до г. Григориополь в 18 км от г. Дубоссары, неэлектрифицированная, длиной 51 км (из-за ненадобности была разобрана в 1960 году). Об УЖД (по ней возили строительные материалы, зерно, грузы для нужд
Тираспольского укрепрайона), фортификационной линии и Дубоссарах тех лет написал в одном из военных рассказов К.Паустовский. В ТиУРе (Тираспольском укреп. районе) было 9 батальонных и 2 ротных района. Три из одиннадцати укреплённых районов находились в г. Дубоссары и Дубоссарском районе. Развалины пограничных дотов и сегодня можно увидеть на берегу Днестра в районе пляжей г. Дубоссары. Центральный дот находится у Детского пляжа г. Дубоссары.
20 октября 1938 года Дубоссары получили статус посёлка городского типа.

### Дубоссары в годы Великой Отечественной войны

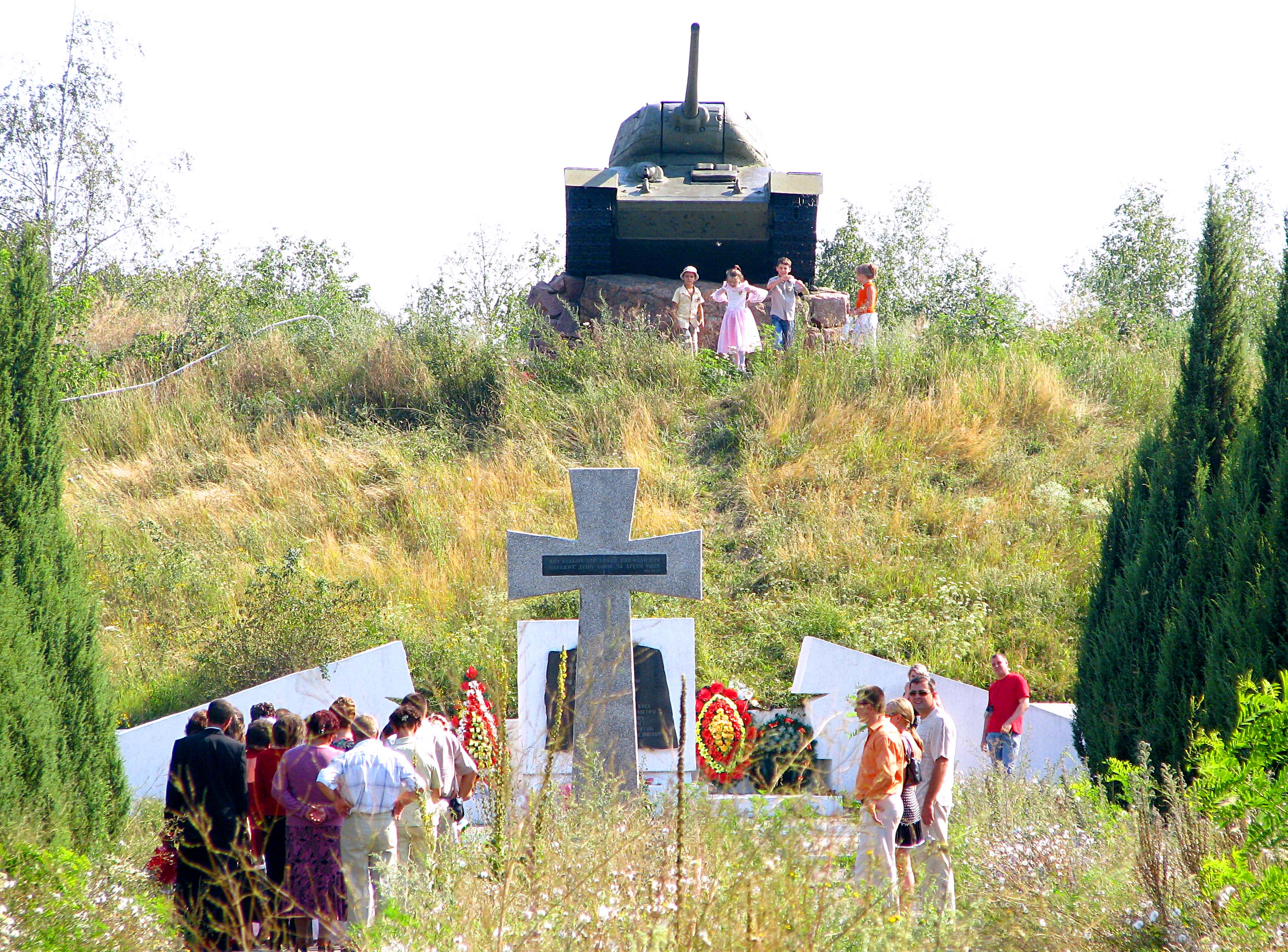
Курган славы между пригородными сёлами Дзержинское и Дороцкое

Дубоссары были оставлены Красной армией и оккупированы румынско-немецкими войсками 24 июля 1941 года — через месяц после начала войны. Так как с момента начала войны до отступления Красной армии из Молдавии прошло около месяца, то порядка 60 % молдавских евреев успели эвакуироваться, были призваны в Красную армию или бежали на восток перед приходом оккупантов. Однако только в Дубоссарах оставалось около двух тысяч евреев, а ещё не менее двенадцати тысяч — в Кишинёве.
27 июля 1941 года Дубоссары были заняты немецко-румынскими войсками. Оккупанты начали истребление еврейского населения. На территории табачного завода было создано еврейское гетто. В конце августа в город прибыл немецкий карательный отряд. Только с 12 по 28 сентября 1941 года в городе было расстреляно от 6 до 8 тысяч человек. Сразу же по занятии Молдавии — с конца июля 1941 года — румынские оккупанты и спецподразделения эсэсовцев приступили к уничтожению политических и расовых врагов нацизма — бывших советских работников, коммунистов, евреев и цыган юга Украины, Приднестровья и Бессарабии. В Дубоссарах было создано еврейское гетто, куда сгоняли евреев из близлежащих сёл и городов, в том числе из Кишинёва. Территорию города, не вошедшую в состав еврейского дубоссарского гетто румынские оккупанты разделили между сёлами Большой Фонтан, Лунга и вновь ими восстановленного села Магала. Вскоре специально созданная айнзатцкоманда для уничтожения евреев, цыган, коммунистов и военнопленных, при помощи румынской администрации и местных коллаборационистов под руководством украинской полиции во главе с националистическими местными руководителями (территории Большого Фонтана и Лунги — С. Деменчук; территории Коржева и Магалы — Э. Студзинский) начала ликвидацию жителей гетто.
В период с 12 по 28 сентября 1941 года были расстреляны по разным оценкам от 6 до 18,5 тыс. человек. Уничтожение узников Дубоссарского гетто стало самым массовым актом холокоста на территории Молдавии. Из-за отсутствия списков невозможно установить количество погибших. После освобождения Дубоссар за городом обнаружено 12 захоронений длиной 15 метров, шириной и глубиной 4 метра и одно такое же у городской больницы. По ориентировочным подсчётам, за время оккупации было уничтожено свыше 9 тыс. человек — довоенных жителей г. Дубоссары и сёл Дубоссарского района. В городе оставалось около 500 жителей.
Первый памятник погибшим при освобождении города воинам был установлен в сквере по улице Дзержинского в конце 40-х годов и простоял до 1970 года. Освобождены Дубоссары в 1944 году.
В сентябре 1941 г. в Дубоссарах фашистами было расстреляно более 12 тыс. мирных жителей.
На фронтах Великой Отечественной погибло более 2000 воинов Красной армии из Дубоссар.
12 апреля 1944 года части 94-й гвардейской стрелковой дивизии 53-й Ударной армии 2-го Украинского фронта освободили город Дубоссары.
При освобождении Дубоссарского района (полностью был освобождён в августе 1944 г.) погибло 4589 воинов Красной армии.

10 апреля 2015 года в Дубоссарах состоялась торжественная церемония, посвящённая 71-й годовщине освобождения города от немецко-румынских оккупантов.
Освобождение началось с пригородного села Афанасьевка.
Первый памятник погибшим при освобождении города воинам. Фото: 1965 год. Памятник был установлен в сквере по улице Дзержинского в конце 40-х годов и простоял до 1970 года. Весной 2015 года в городе и районе проходят масштабные мероприятия по подготовке к празднованию 70-летия Великой Победы,.

### Послевоенные годы

Дубоссарская ГЭС

Статус города Дубоссары снова приобретают лишь после строительства Дубоссарской ГЭС в 1956 г.
В 1951 в состав города Дубоссары вошло село Коржево, а в 1967 г. село Большой Фонтан на правах микрорайонов. 25 марта 1987 года город Дубоссары отнесён к категории городов республиканского подчинения Молдавской ССР. В 1991 году статус был утрачен.

### Приднестровский конфликт
25.09.91 половина личного состава Дубоссарского РОВД (во главе с майором И. Сипченко), чьё здание расположено территориально в микрорайоне Магала, перешла под юрисдикцию Приднестровской Молдавской Республики и создало на первом этаже здания Дубоссарского городского совета народных депутатов Дубоссарское ГОВД. Молдова предпринимала безрезультатные попытки взятия города под контроль 25-28 сентября 1991 года и 14-17 декабря 1991 года, в ходе которых погибло два рыбницких гвардейца и один сотрудник Дубоссарского ГОВД.
С 14 марта 1992 года, после убийства 01-02.03.1992 полицейскими Молдовы И. Сипченко, штурма российской Кочиерской воинской части 02-03.03.1992 войсками Молдовы и вывоза семей военнослужащих казаками Дубоссарского Казачьего Округа (ДКО), ухода под лёд на Дубоссарском водохранилище ОПОНа Молдовы, вооружённое противостояние переросло в открытые военные действия между приднестровской милицией, гвардейцами и казаками с одной стороны и молдавской полицией, войсками и волонтёрами с другой в Дубоссарском районе.  В настоящее время Дубоссарский район разделён на две части: молдавскую с центром в Кочиерах и приднестровскую с центром в Дубоссарах.

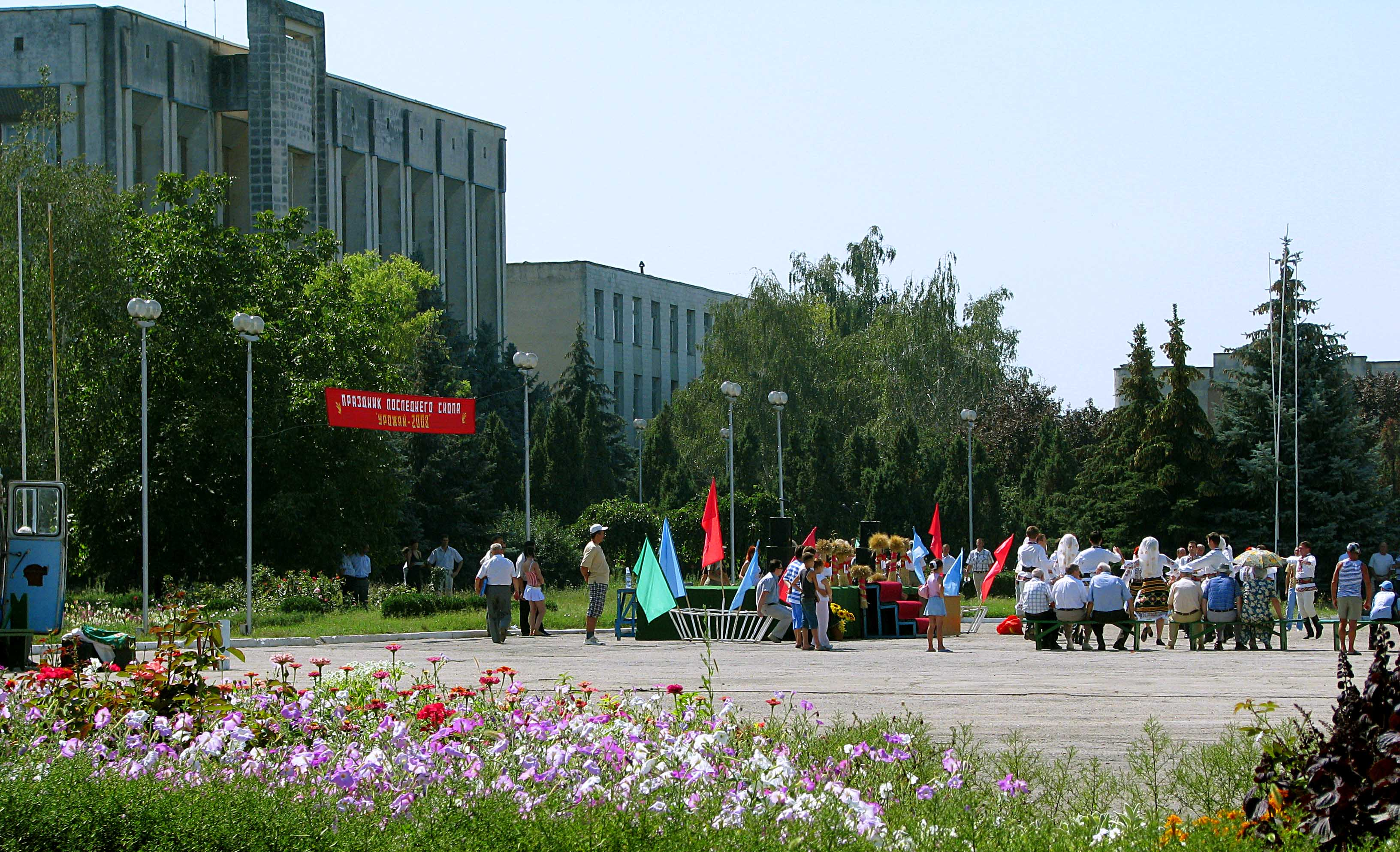
Площадь Победы

### С 1995 года
30 августа 1995 года Указом Президента ПМР № 286 за мужество и героизм, проявленные жителями города Дубоссары при защите Приднестровской Молдавской Республики от агрессии Молдовы, город Дубоссары награждён Орденом Республики, а в 2012 году орден получил весь Дубоссарский район. В 2009 году село Лунга вошло в состав Дубоссар на правах микрорайона. В марте 2015 года Указом Президента ПМР № 90 было присвоено почётное звание Приднестровской Молдавской Республики «Город воинской славы».

### Улицы
В 1920-х годах, с приходом к власти большевиков, в Дубоссарах были переименованы все дореволюционные названия улиц.
| Дореволюционные названия | Современные (советские) названия |
| ------------------------ | -------------------------------- |
| Русская улица            | Ленина                           |
| Новогреческая улица      | Свердлова                        |
| Балтская улица           | Дзержинского                     |
| Цыганская улица          | Котовская                        |
| Греческая улица          | Маркса                           |
| Еврейская улица          | Якира                            |
| Базарная улица           | Ворошилова                       |
| Старобазарная            | Кирова                           |
| Днестровская             | 25 октября                       |

## Награды
- Орден Республики (30 августа 1995 года) — за мужество и героизм, проявленные жителями городов Дубоссары при защите Приднестровской Молдавской Республики от агрессии Молдовы[67].

## Население
Численность населения города по состоянию на 1 января 2014 года составляла 25 060 человек(в том числе население микрорайонов Большой Фонтан, Лунга, Коржево, Магала). В 2010 году в городе жило 25 714 человека. По сравнению с данными на 1987 год (население составляло 32 тыс. человек) численность населения уменьшилась на 7 тыс. человек.

### Национальный состав
Национальный состав города (по переписи 2004 года):
- молдаване — 8942 чел. (37,81 %)
- украинцы — 8062 чел. (34,09 %)
- русские — 5891 чел. (24,91 %)
- белорусы — 153 чел. (0,65 %)
- болгары — 104 чел. (0,44 %)
- гагаузы — 66 чел. (0,28 %)
- евреи — 46 чел. (0,19 %)
- немцы — 39 чел. (0,16 %)
- Ногайцы и другие — 347 чел. (1,47 %)
- Всего — 23650 чел. (100,00 %)

## Экономика и социальная сфера

### Производство
В 1951 году началось строительство Дубоссарской ГЭС. Начальником строительства ГЭС был Шутиков, именем которого названа улица в городе. В 1954 году ГЭС мощностью 48 МВт начала работу.
В городе находятся Механический завод, швейная фабрика, ЖБИ, Табачно-ферментационный комбинат, винкомбинат «Букет Молдавии», хлебозавод, мясокомбинат. В окрестностях Дубоссар действуют шахты по добыче котельца.
Значительный урон экономике города был нанесён в период приднестровского конфликта 1992 года. Во второй половине 90-х годов большая часть предприятий по разнарядкам из различных министерств Приднестровья была порезана на металлолом для работы Молдавского металлургического завода в городе Рыбница, ПМР: часть заводов ЖБИ и Механзавода. Разобрана на стройматериалы (Мясокомбинат, Ковровый цех, частично МСО-1). Производственные мощности Табакзавода, Хлебзавода, Пивзавода, Сельхозхимии простаивают. Переоборудованы по непроизводственному назначению: Сельхозтехника, завод Программатор. В Мясо-молочный комбинат переоборудован Молокозавод; в ХПП — Комбикормовый завод. Роздан арендаторам под отдельные птичники Госплемптицезавод и часть НПО «Молдптицепром» в пригородном с. Дзержинское. Часть Механзавода приднестровское предприятие «Цыта» переоборудовало под оптовый склад.

### Торговля и банковская сфера
За четверть века приднестровской власти с 1990 года открылись 4 новых банка с филиалами в различных частях города, два супермаркета «Шериф», два торговых центра «Вавилон», принадлежащие приднестровской фирме «Евростиль», торговый центр компании «Хайтек», торговые дома «ВИП» и «Пирамида», 4 рынка (центральный, крытый, пятачок, скотный базар), десяток новых торгово-промышленных крупных фирм, несколько частных пекарен, более сотни различных магазинов, в том числе принадлежащие приднестровским фирмам «ИнтерЦентрЛюкс» и «Тигина» и других различных торговых точек.

### Транспорт и связь

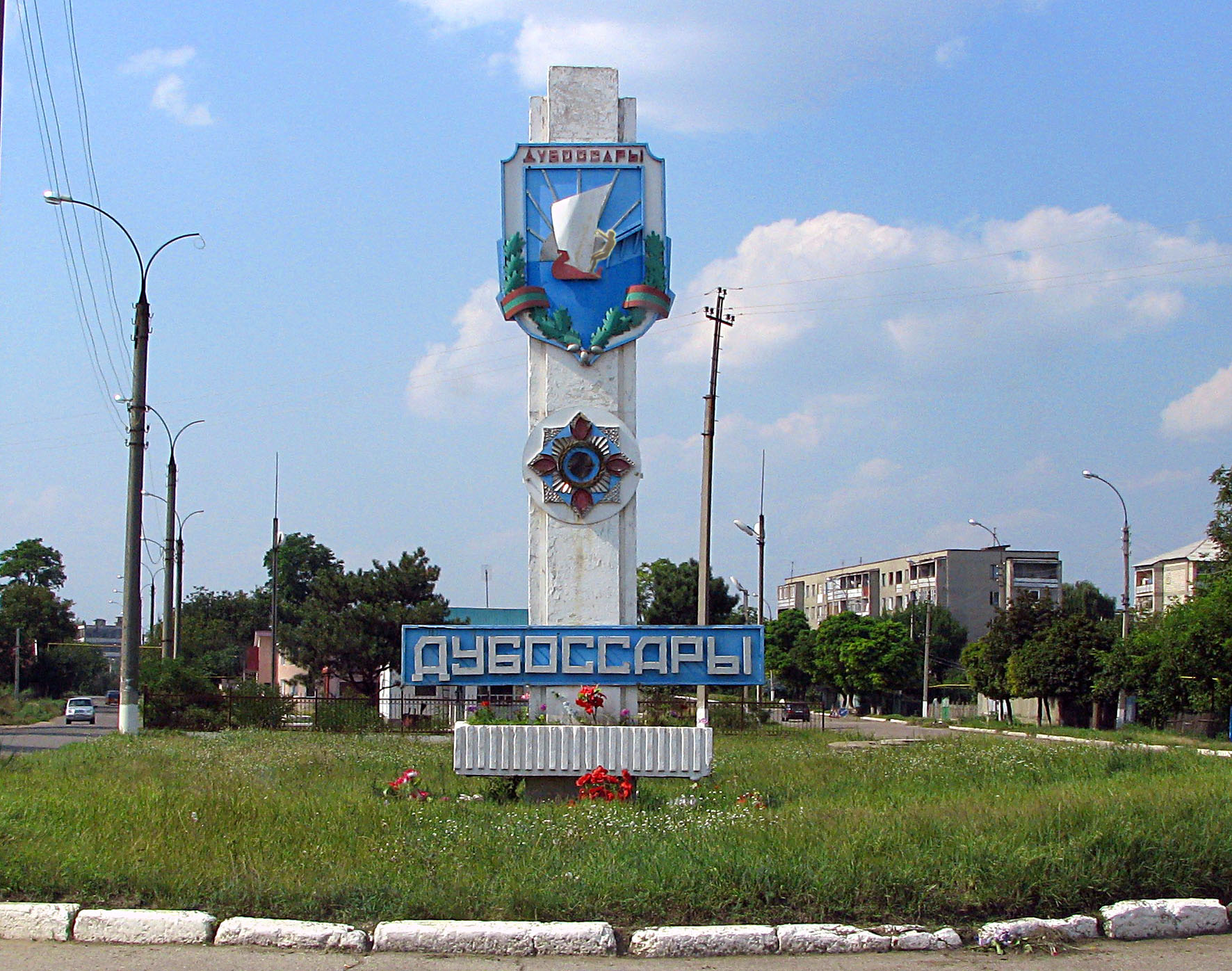
Изображение герба Дубоссар перед въездом на автостанцию г. Дубоссары

Внутригородское автобусное сообщение представлено маршрутами микроавтобусов № 1-9, связывающих центральный рынок и автостанцию г. Дубоссары со всеми микрорайонами города и пригородным с. Дзержинское. ООО «Спрос» (г. Дубоссары, ПМР) — собственник автостанции у Центрального рынка, а также автобусов внутренних и межреспубликанских сообщений, в том числе микроавтобусов городского и районного следования ко всем населённым пунктам Дубоссарского района ПМР.
Междугороднее и международное сообщение от ООО «Спрос» действует от городского вокзала в следующих направлениях:
— по сёлам Дубоссарского района ПМР;
— в Тирасполь (ч/з Григориополь) и Бендеры; в Рыбницу и Каменку,
— Молдова: в Кишинёв (ч/з КПП «Вадул-луй-Водэ», в Криуляны ч\з КПП «Дубоссарский мост»,
— Украина: в Подольск (ч/з Окны), в Одессу (ч/з Григориополь, Тирасполь, Первомайск), в Винницу и Киев
— Россия: Москва

### Отдых и туризм
В советское время окрестности города представляли развитую зону отдыха республиканского значения.
4 туристических и ресторанных гостиничных комплекса в разных микрорайонах города (с севера на юг):
- «Жемчужина» (между микрорайоном Коржево в Дубоссарах и с.Кочиеры в Молдове)[71],
- «Дружба»[72], * «Днестровский Сад»[73],
- «Берёзка» (в с. Дзержинское)[74])
- детский оздоровительный лагерь[75], увеселительные заведения (в том числе трёхэтажный ночной клуб), кафе и бары, букмекерская контора, салоны красоты и т. д.

В городе действуют две туристические базы (пеший туризм и водный туризм). В 2010 году в северо-восточной части Коржево открыт частный зоопарк и площадка для авто-ралли и мотокросса.

### Образование, культура и спорт
В городе работает политехнический колледж с русским языком обучения, гимназия с русским языком обучения, 5 общеобразовательных школ (3 — с русским языком обучения, 1 — со смешанным русским и румынским языками обучения, 1 — с румынским), а также общеобразовательные школы с румынским языком обучения в пригородных сёлах Гояны и Красный Виноградарь и с русским языком обучения в пригородном селе Дзержинское, музыкальная школа с русским языком обучения, художественная школа с русским языком обучения.
В городе работают два дома культуры в микрорайонах Лунга и Коржево, дом детского юношеского творчества, станция юных техников, централизованная библиотечная система в составе 18 библиотек, 5 из которых городские, две в центре города и по одной в микрорайонах Большой Фонтан, Лунга и Коржево, а также 13 сельских библиотек, четыре из которых находятся в пригородных сёлах Дзержинское, Роги, Гояны, Красный Виноградарь.
Также функционируют историко-краеведческий музей и картинная галерея.
Спортсменов готовят военно-спортивный патриотический клуб «Казачий» (пауэрлифтинг, армрестлинг, гиревой спорт) и 4 спортивные школы (две — специализированные школы олимпийского резерва СДЮСШОР и две местного значения):
- настольный теннис[81] — школа олимпийского резерва уровня подготовки сборной Молдовы[82] (зам. директора — заслуженный мастер спорта Е. Мокроусова[83]),
- гребля на байдарках и каноэ — школа олимпийского резерва уровня подготовки чемпионов и призёров чемпионата России-2015 среди юниоров[84][85] с гребными базами «Трудовые резервы» и «Тополя-3». Последняя с отделением велоспорта,
- волейбол[86], футбол, баскетбол, шахматы.
- вольная борьба и бокс, традиционное каратэ[87] и спортивная гимнастика[88].

### Вероисповедание
Действуют два православных храма, находящихся в составе РПЦ:
- с богослужением на церковнославянском языке,
- с богослужением на румынском языке в микрорайоне Коржево.

Функционируют молитвенные дома протестантов (с русским языком службы):
- молитвенный дом баптистов на Малом Фонтане,
- молитвенный дом баптистов на Коржево,
- молитвенный дом пятидесятников на Лунге,
- молитвенный дом Армии Спасения,
- молитвенный дом адвентистов на Большом Фонтане.

## Города-побратимы
- Чехов (Московская область)

## Карты г. Дубоссары
- Лист карты L-35-35 Дубоссары. Масштаб: 1 : 100 000. Состояние местности на 1987 год. Издание 1989 г.
- Интерактивная карта г. Дубоссары